# Août 1831

## Événements
- 1er août :

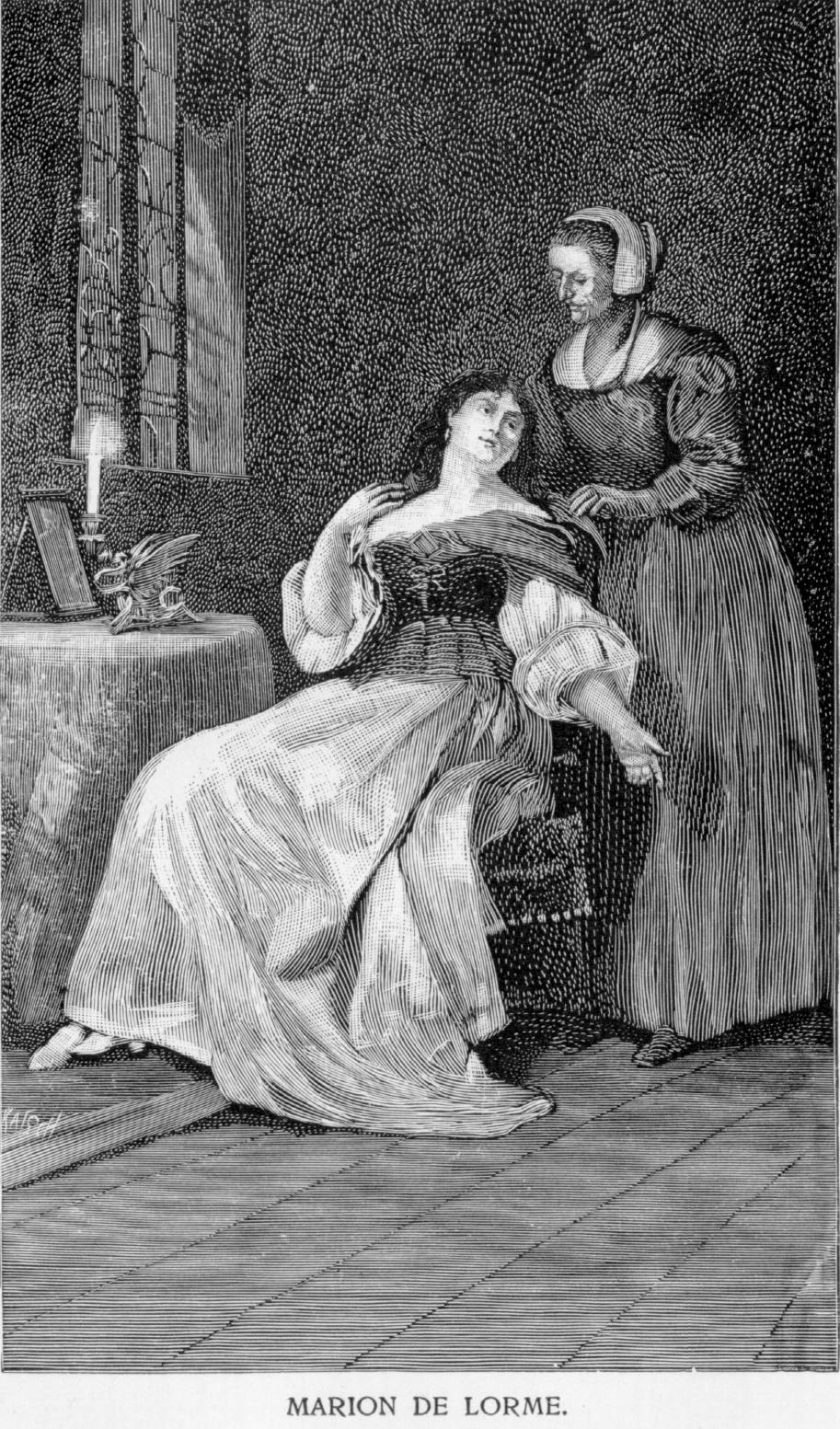
Marion Delorme, drame de Victor Hugo.

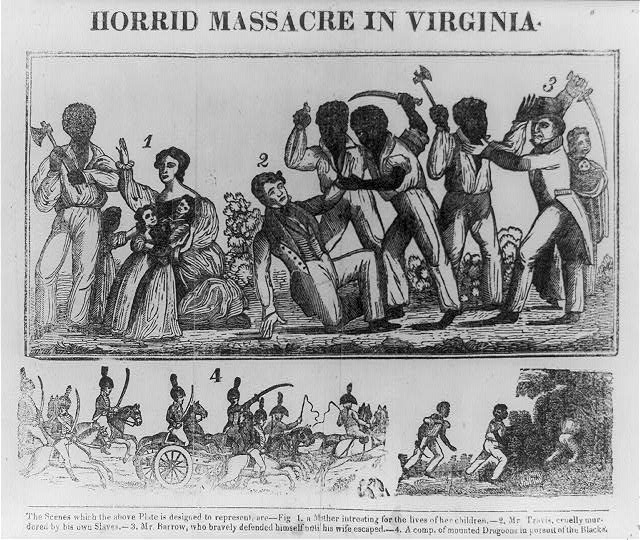
21 août : la révolte de Nat Turner

  - l’arrivée d'un vapeur incite Tocqueville et Beaumont à s'embarquer pour Détroit afin de parcourir les Grands Lacs. Puis ils séjournent au Canada, visitant Montréal, Québec et leurs environs (fin le 2 septembre);
  - France : Girod de l’Ain est élu président de la Chambre des députés au second tour de scrutin.
- 2 - 12 août : l’armée néerlandaise envahit la Belgique mais se heurte à une contre-offensive française.
- 6 août : l'armée française commandée par le maréchal Gérard entre en Belgique pour en chasser les Hollandais.
- 11 août, France : au théâtre de la Porte-Saint-Martin, première de Marion Delorme de Victor Hugo, avec Marie Dorval et Bocage.
- 21 août : révolte d'esclaves noirs dirigée par Nat Turner dans le comté de Southampton (Virginie). Soixante-dix esclaves saccagent des plantations et tuent une cinquantaine de personnes. Ils sont finalement capturés et Turner et dix-huit de ses hommes sont pendus. Après la révolte, le système répressif se durcit considérablement dans le Sud.
- 27 août, France :
  - Casimir Perier présente à la Chambre des députés un projet de loi abolissant l’hérédité de la pairie;
  - publication, chez Renduel, de Marion Delorme de Hugo.
- 29 août, France : Dumersan, Brunswick et Céran représentent, aux Variétés, une parodie de la pièce de Victor Hugo - sous le titre : Gothon du passage Delorme.

## Naissances
- 20 août : Eduard Suess (mort en 1914), géologue autrichien.

## Décès
- 8 août : Christian Ehrenfried Weigel (né en 1748), chimiste et naturaliste allemand.